# Kantioibis
Kantioibis (altgriechisch Καντιοιβίς; lateinisch Cantioibis) ist ein Ortsname, der in der Geographia des Claudius Ptolemaios als einer der in der südlichen Germania magna und entlang der Donau liegenden Orte (πόλεις) mit 32° 40' Länge (ptolemäische Längengrade) und 48° 20' Breite angegeben wird. Kantioibis liegt damit nach Ptolemaios nahe der Donau zwischen Alkimoennis und Bibakon. Wegen des Alters der Quelle kann eine Existenz des Ortes um 150 nach Christus angenommen werden.
Bislang gilt der antike Ort als nicht sicher lokalisiert. Ein interdisziplinäres Forscherteam um Andreas Kleineberg, das die Angaben von Ptolemaios neu untersuchte, lokalisiert Kantioibis anhand der transformierten antiken Koordinaten bei Aalen. Dort lag das größte Steinkastell am Obergermanisch-rätischen Limes. Für das Kastell wird allerdings eine Entstehungszeit um das Jahr 160 angenommen, so dass Ptolemaios (für ihn) sehr neue Informationen darüber aufgezeichnet haben müsste. Der heutige Name Aalen lässt sich wohl von der im Römerkastell stationierten Ala II Flavia Milliaria herleiten, während Kantioibis möglicherweise eine Zivilsiedlung (Vicus) in der Nähe des Kastells war.